# Nomomyia ivetteae
Nomomyia ivetteae är en tvåvingeart som beskrevs av Artigas 1970. Nomomyia ivetteae ingår i släktet Nomomyia och familjen rovflugor. Inga underarter finns listade i Catalogue of Life.